# HD 181342
Belel eller HD 181342 är en ensam stjärna belägen i den mellersta delen av stjärnbilden Skytten. Den har en skenbar magnitud av ca 7,55 och kräver åtminstone en stark handkikare eller ett mindre teleskop för att kunna observeras. Baserat på parallax enligt Gaia Data Release 2 på ca 8,3 mas, beräknas den befinna sig på ett avstånd på ca 394 ljusår (ca 121 parsek) från solen. Den rör sig närmare solen med en heliocentrisk radialhastighet på ca –0,75 km/s.

## Nomenklatur
HD 181342 fick på förslag av  av Senegal namnet Belel i NameExoWorlds-kampanjen som 2019 anordnades av International Astronomical Union. Belel står för en sällsynt vattenkälla i norra delen av Senegal.

## Egenskaper
HD 181342 är en orange till röd jättestjärna av spektralklass K0 III. Den har en massa som är ca 1,8 solmassor, en radie som är ca 4,5 solradier och har ca 16 gånger solens utstrålning av energi från dess fotosfär vid en effektiv temperatur av ca 5 000 K.
En undersökning 2015 har uteslutit att det finns någon ytterligare följeslagare inom ett beräknat avstånd från 138 till 762 astronomiska enheter.

## Planetsystem
HD 181342 omkretsas av en exoplanet, HD 181342 b,  upptäckt med dopplerspektroskopi. Den rör sig i en bana på ett avstånd av 1,59 astronomiska enheter (AE) med en omloppsperiod av 564 dygn. Dess massa är minst två och en halv Jupitermassa.
| Planet | Massa           | Halv storaxel (AE) | Siderisk omloppstid (d) | Excentricitet | Inklination | Radie |
| ------ | --------------- | ------------------ | ----------------------- | ------------- | ----------- | ----- |
| b      | ≥2,54 ± 0,19 MJ | 1,592 ± 0,091      | 564,1 ± 4,1             | 0,022 ± 0,051 | -           | -     |